# Gabrovec
Gabrovec is een plaats in de gemeente Pregrada in de Kroatische provincie Krapina-Zagorje. De plaats telt 74 inwoners (2001).